# حسين آيت أحمد
حسين آيت أحمد (26 أغسطس 1926 - 23 ديسمبر 2015) بعين الحمام بولاية تيزي وزو وهو سياسي جزائري وأحد قادة الثورة الجزائرية في جبهة التحرير الوطني، ثم بعد الاستقلال أسس حزب جبهة القوى الاشتراكية.

## حياته

### بداياته وتعليمه
ينتمي حسين آيت أحمد إلى عائلة دينية حيث كان جده الشيخ محند الحسين مرابطا ينتمي إلى الطريقة الرحمانية. أما هو فعندما بلغ الرابعة من عمره دخل الكتاب لحفظ القرآن الكريم بمسقط رأسه، وعندما بلغ السادسة تحول إلى المدرسة الفرنسية دون أن ينقطع عن حفظ القرآن الكريم ، ثم بثانوية تيزي وزو وبن عكنون بالعاصمة، حتى أحرز على شهادة البكالوريا.
واصل دراسته بعد هروبه من الجزائر عام 1966م وقد حصل على الإجازة في الحقوق من لوزان ثم ناقش أطروحة دكتوراه في جامعة نانسي ببفرنسا عام 1975م وكان موضوعها: حقوق الإنسان في ميثاق وممارسة منظمة الوحدة الإفريقية 

### نشاطه السياسي
بدأ نشاطه السياسي وهو طالب في الثانوية بانضمامه إلى صفوف حزب الشعب الجزائري ، وبعد مجازر 8 ماي 1945، ثم كان من المدافعين عن العمل المسلّح كخيار وحيد للحصول على الاستقلال ، وفي المؤتمر السري لحزب الشعب الجزائري المنعقد في بلكور عام 1947، كان من الداعين إلى تكوين منظمة خاصة تتولى تكوين الكوادر العسكرية لتطوير العمل المسلح  أصبح عضوا للجنة المركزية لحركة انتصار الحريات الديمقراطية، وعند إنشاء المنظمة الخاصة كان من أبرز عناصرها وصار ثاني رئيس لها بعد وفاة محمد بلوزداد.
أشرف مع أحمد بن بلة على عملية بريد وهران التي تمت في شهر مارس 1949 وانتهت بالاستيلاء على مبلغ مالي هام دون إراقة دماء، وعند ظهور الأزمة الأمازيغية سنة 1949، وقعت تنحيته عن رئاسة المنظمة الخاصة ليعوضه أحمد بن بلة  فانتقل بعد ذلك إلى مصر كممثل للوفد الخارجي لحركة الانتصار بالقاهرة سنة 1951 رفقة محمد خيضر. وشارك بصفته تلك في الندوة الأولى للأحزاب الاشتراكية الآسيوية المنعقدة في رانغون ببرمانيا في جانفي 1953، وقد دعمت الندوة الكفاح التحريري بشمال أفريقيا. ثم اتجه بعد ذلك إلى باكستان والهند وإندونيسيا حيث تشكلت لجان مساندة لقضية الاستقلال الجزائري.

#### نشاطه أثناء الثورة
شارك حسين آيت أحمد في مؤتمر باندونغ عام 1955، وانتقل إلى نيويورك للدفاع عن القضية الجزائرية أمام هيئة الأمم المتحدة، وأسس هناك في أفريل 1956 مكتبا لبعثة جبهة التحرير الوطني.
بعد مؤتمر الصومام المنعقد في شهر أوت 1956، عيّن عضوا في المجلس الوطني للثورة الجزائرية. ثم كان رفقة كل من أحمد بن بلة ومحمد خيضر ومحمد بوضياف، والكاتب مصطفى الأشرف الذين كانوا على متن الطائرة المتوجهة من العاصمة المغربية الرباط إلى تونس والذين اختطفتهم السلطات الاستعمارية الفرنسية يوم 22 أكتوبر 1956. وقد نفى آيت أحمد أن يكون الحسن الثاني متورطا في اختطاف الطائرة. ورغم تواجده بالسجن فإنه عيّن وزيرا للدولة في التشكيلات الثلاث للحكومة المؤقتة للجمهورية الجزائرية. أطلق سراحه مع زملائه بعد وقف إطلاق النار في عام 1962.

#### بعد الاستقلال
بعد حصول الجزائر على استقلالها في 5 يوليو 1962م، نظمت انتخابات للمجلس التأسيسي في شهر سبتمبر وكان حسين آيت أحمد من ضمن الفائزين مرشحا عن دائرة سطيف. ولكنه ما لبث أن اصطدم مع ما كان يعتبره سياسة تسلطية للرئيس أحمد بن بلة، فاستقال من المجلس التأسيسي وأسس حزب جبهة القوى الاشتراكية في سبتمبر 1963م ليحمل السلاح ويدخل متخفيا إلى تيزي وزو حيث أوقف عام 1964م وحكم عليه بالإعدام، ثم صدر عفو عنه ووضع في سجن اللامبيز ، ثم وقع التوصل إلى اتفاق بينه وبين الرئيس أحمد بن بلة، إلا أن الانقلاب الذي حدث يوم 19 جوان 1965م ووصول هواري بومدين إلى الحكم حال دون توقيع ذلك الاتفاق.
هرب من سجن الحراش ومن الجزائر في 1 ماي 1966م، ليعيش في منفاه الاختياري بسويسرا ، ولم يعد إلا مع الانفتاح الذي أعقب أحداث أكتوبر 1988م.
أمضى في الأثناء عام 1985م مع الشاذلي بن جديد داعياً لإرساء الديمقراطية واحترام حقوق الإنسان.

#### في عهد التعددية
نزل حسين آيت أحمد بمطار هواري بومدين بالعاصمة الجزائرية في شهر ديسمبر 1989م، وعاش التحولات التي عرفتها البلاد منذ ذلك الحين وإلى حدود عام 1992م حيث عاد إلى سويسرا بعد اغتيال الرئيس محمد بوضياف عام 1992م.
وفي الأثناء كان من المعارضين لإيقاف المسار الانتخابي في جانفي 1992م، وبعد أسبوع من اغتيال محمد بوضياف دعا إلى تنظيم ندوة وطنية لتقديم تصور للخروج من الأزمة.
وفي عام 1995 كان من الممضين في روما سانت إجيديو مع ممثلي ست تنظيمات سياسية أخرى على أرضية للخروج من الأزمة. ثم كان من الداعين إلى إنشاء لجنة تحقيق دولية في المجازر التي شهدتها الجزائر بدءا من 1996م، وفي 5 فيفري1999م، قدم ترشحه للانتخابات الرئاسية غير أنه انسحب منها رفقة المرشحين الآخرين منددين بما سموه التزوير، وقد انتهت تلك الانتخابات بفوز عبد العزيز بوتفليقة بتلك الانتخابات ، أما حسين آيت أحمد، فرغم أنسحابه فقد حصل على المرتبة الرابعة بـ319,523 صوتا أي 3.17 بالمائة من الأصوات.
واحتفظ بشعبية كبيرة في منطقة القبائل حتى وإن تأثر أداء حزبه السياسي منذ اندلاع أحداث أفريل 2001م.

## كتاباته
صدر لحسين آيت أحمد ما يلي:
- La guerre et l'après-guerre (الحرب وما بعد الحرب)، الذي صدر في ديسمبر 2004.
- L'affaire Mecili (قضية مسيلي)، وقد صدر في فيفري 2007.
- L'AFRO-FASCISME, Les droits de l'homme de la charte et la pratique de l'OUA (الفاشية الإفريقية، حقوق الإنسان في ميثاق وممارسة منظمة الوحدة الإفريقية)، وقد صدر عن دار لارمتان، في 450 ص.
- Mémoires D'un Combattant. L'esprit D'independance 1942-1952 (مذكرات مقاتل، روح الاستقلال 1942-1952)، وقد صدر عام 1952 وأعيد طبعه في الجزائر عام 2009.
- Omerta sur l'Algérie (الصمت على الجزائر)، صدر دار لاديكوفرت الفرنسية عام 2003.

## علاقتهببيل كلينتون
لقد كان حسين أستاذا محاضرا بجامعة بوستون، حيث كان الرئيس الأمريكي يزاول دراسته، وكان حينها آيت أحمد يلقي دروسا بالأكاديمية العالمية لحقوق الإنسان. وفي إحدى زيارات كلينتون لإسبانيا، وأثناء نزوله ضيفا على فريق ريال مدريد، سأل زين الدين زيدان عن حسين آيت أحمد، وأكد للاعب ذي الأصول الجزائرية أنه يود لقاء الأستاذ آيت أحمد، علما أن الداي الحسين تربطه علاقة جيدة بعائلة زين الدين زيدان، كون والده الأخير متعاطفا مع “الأفافاس”.

## وفاته
توفي حسين آيت أحمد يوم الأربعاء 23 ديسمبر 2015 الموافق لـ 11 ربيع الأول 1437 هـ، في مستشفى لوزان بسويسرا عن عمر ناهز 89 عاماً إثر مرض عضال. وصل جثمان حسين من سويسرا إلى الجزائر في 30 ديسمبر 2015، حيث خصص له استقبال رسمي بحضور رئيس مجلس الامة الذي يمثل الرئيس عبد العزيز بوتفليقة في المناسبات الكبرى ورئيس الوزراء وكل الطاقم الحكومي.
شيع جثمانه في 31 يناير 2016 في مسقط رأسه في منطقة عين الحمام في تيزي وزو بمشاركة الآف المشيعين. وقد أوصى بدفنه في قريته إلى جانب والديه وخاصة أمه التي توفيت سنة 1983 ولم يتمكن من حضور جنازتها لأنه كان مهددا بالسجن.

## مكتبة الصور

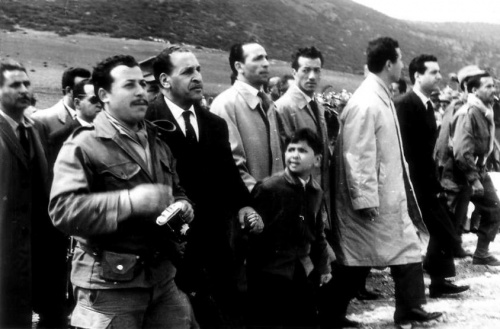
حسين آيت أحمد

## وصلات خارجية
- حسين آيت أحمد على موقع أرشيف الشارخ.
- حسين آيت أحمد على موقع مونزينجر (الألمانية)

1. 1 2  [ Mémoires d'un combattant, L'esprit d'indépendance 1942-1952, Barzakh, Alger 2009, p. 10-11]
2. 1 2 3 4 5 6 7 8 9 10 11 12 13 14 15  حسين آيت أحمد نسخة محفوظة 10 أكتوبر 2012 على موقع واي باك مشين. [وصلة مكسورة]
3. ↑  Aït Ahmed et l'honneur d'Hassan II نسخة محفوظة 11 مايو 2014 على موقع واي باك مشين.
4. ↑  قائمة نواب المجلس التأسيسي 1962 نسخة محفوظة 27 أكتوبر 2017 على موقع واي باك مشين.
5. ↑  عودة آيت أحمد [وصلة مكسورة] نسخة محفوظة 13 ديسمبر 2010 على موقع واي باك مشين.
6. ↑  الخبر-كلينتون تلميذ آيت أحمد! نسخة محفوظة 13 مارس 2016 على موقع واي باك مشين.
7. 1 2 3  "الجزائر تودع آخر قادة حرب الاستقلال حسين ايت أحمد". جريدة النهار. 1 يناير 2016. مؤرشف من الأصل في 2017-12-15.